# Невероятная Конг
Ки́а Сти́венс (англ. Kia Stevens, род. 4 сентября 1977, Карсон, Калифорния) — американская женщина-рестлер и актриса.
Известна по выступлениям в Total Nonstop Action Wrestling (TNA) под именем Невероятная Конг, и в WWE под именем Ка́рма. Она также работала в Ring of Honor (ROH), Shimmer Women Athletes и All Elite Wrestling (AEW).
Стивенс начала карьеру в рестлинге в 2002 году после участия в реалити-шоу. Первые пять лет своей карьеры она выступала в основном в Японии, где неоднократно становилась чемпионкой. В 2006 году она снова начала заниматься рестлингом в родных Соединённых Штатах, выступая в независимых клубах, а затем появилась на национальном телевидении в TNA, где стала движущей силой в создании дивизиона нокаутов. За время работы в TNA она стала двукратной чемпионкой TNA среди нокаутов и командной чемпионкой TNA среди нокаутов вместе с Хамадой. Позже она подписала контракт с WWE, где стала третьей женщиной, участвовавшей в мужском матче «Королевская битва» в 2012 году, а ближе к концу десятилетия начала выступать за тогда ещё начинающую AEW.
Стивенс заняла первое место в первом в истории списке Pro Wrestling Illustrated PWI Women's 100 в 2008 году. Она ушла из рестлинга в 2021 году и впоследствии была включена в Зал славы Impact.
Как актриса, известна по роли Тэмми Доусон в сериале «Блеск».

## Краткая биография
В 2004 Конг дебютировала в промоушене Gaea Japan в матче против Адзи Конг. После закрытия промоушена GJ, она вернулась в Японию.
В 2007 году Конг дебютировала в Ring of Honor. Она дралась в команде с Дэйзи Хэйз. Вместе они победили Сару Дель Рэй и Лэйси.

### Total Nonstop Action Wrestling (2007—2010)
В Total Nonstop Action Wrestling Конг дебютировала 11 октября 2007 года под именем Невероятная Конг. Она приняла участие в 10-ти стороннем гаунтлет поединке чтобы завоевать свой первый TNA женский нокаут пояс, но Анджелина Лав победила её и титул забрала Гейл Ким, с которой враждовала Конг.
На 8 мая Impact!, Конг начала ставить свои условия. Она вызывала на ринг любую женщину, которая хотела побороться за её пояс. В награду женщина могла получить 25000$ и женский чемпионский нокаут пояс. Никто не мог победить Конг, так как букеры ставили подставных особ против неё. Но одна претендентка, Тэйлор Уайлд вернулась 10 июля и выиграла 25000$ и женский чемпионский пояс. Конг назначила реванш за пояс на ППВ Victory Road. 23 октября Конг победила Уайлд и стала двукратной чемпионкой нокаутов. Две недели спустя Рака Кан ушла от Уайлд к Конг, с которой создала альянс. В состав альянса входили Конг, Раиша Саид и Рака Кан. Альянс назывался The Kongtourage. Уайлд нашла новую партнёршу по команде — Рокси, которая помогла ей одолеть Конг и Саид в командном поединке на Turning Point. Следующей претенденткой на титул Конг стала Соджо Болт. Конг победила её на ППВ Destination X в апреле. В августе 2009 года Конг и Саид приняли участие в чемпионате за командные пояса нокаутов. Конг и Хамада победили Сариту и Тейлор Уайлд и выиграли пояса.

### World Wrestling Entertainment (2010—2012)
29 декабря 2010 года Стивенс подписала контракт с WWE. На ППВ Extreme Rules 2011 проходил бой между Лейлой и Мишель Маккул. На кону была карьера. Маккул проиграла этот бой и по правилам это был последний бой в её карьере. Лейла ушла с арены, а Мишель осталась на ринге. В этот момент и совершила свой дебют в WWE Киа Стивенс, под именем Карма — она вышла на ринг и провела Маккул «Имплант Бастер», после чего удалилась, заливаясь злобным смехом. На первом после PPV RAW 2 мая Карма появилась вновь. В этот раз она вышла прямо во время боя Келли Келли и Марис. Карма провела Марис «Имплант Бастер» и удалилась, не тронув Келли. На выпуске SmackDown! за 6 мая Лейла победила Алисию Фокс и на ринг вышла Карма. Лейла убежала, а Фокс попыталась атаковать Карму «Киком», но получила «Клоузлайн» и «Имплант Бастер». «Клоузлайн» Алисия принять не смогла и получила травму плеча. 9 мая на RAW Келли и Ив Торрес победили близняшек Белла. Вышла Карма и Беллы убежали. Карма провела Ив «Клоузлайн», попыталась поймать Келли за рингом, но та тоже убежала. Карма вернулась на ринг и провела Ив «Имплант Бастер». 13 мая на SmackDown! вышла во время речи Лейлы и провела ей «Имплант Бастер». 16 мая на RAW Келли Келли победила Бри Беллу. После матча Беллы начали избивать Келли, но Карма вышла на ринг. Одна из Белл её ударила и успела убежать, а вторая попыталась прыгнуть с угла ринга, но Карма её подхватила и провела «БадиСлэм» и «Имплант Бастер». Келли же получила простой щелбан. 23-го мая на RAW был бой див 4 на 4 : Марис, Мелина и Беллы против Бэт Финикс, Келли, Ив и Гэйл Ким. Во время боя Карма вышла на ринг. Все восемь див окружили её, а Карма, медленно пройдясь взглядом по всем дивам, упала на колени и заплакала. 30-го мая на RAW объявила на ринге о своей беременности. В связи с ней Стивенс приняла решение приостановить карьеру. Её прервали Беллы и начали насмехаться над весом рестлерши и её ребёнком. Карма пообещала вернуться и отомстить.
Карма сообщила общественности, что 31 декабря у неё родился мальчик, которого она назвала — Джейми. Однако позже она признала, что ребёнок был мертворождённым, но в силу эмоционального состояния в связи с утратой, она долгое время находилась в отрицании.. Причиной смерти ребёнка явился излишний вес, сильно повлиявший на беременность. После произошедшего Карма набрала целую группу фитнес-тренеров, чтобы привести себя в форму, и вернутся на ринг.
Вернулась она на Royal Rumble 2012 под номером 21, где заставила Майкла Коула перепрыгнуть через канаты, после чего его скинули с ринга Букер Ти и Джерри Лоулер, выкинула Унико и была выбита Дольфом Зигглером. Таким образом Карма стала третьей женщиной в истории WWE, принявшей участие в королевской битве. Это было её последним выступлением в компании. После чего отношения Кармы и WWE стали ухудшаться, и в результате летом 2012 года с ней был расторгнут контракт. 20 июня через свой Twitter Карма подтвердила о своём уходе из компании.

### Возвращение в Total Nonstop Action Wrestling (2015—2016)
7 января 2015 года вернулась в TNA. Вскоре после возвращения включилась в противостояние с группировкой The Dollhouse, объединяясь то с Гейл Ким, то с Брук Адамс. В августе также отметилась кратковременным противостоянием с Лэй’ди Тапой. 5 января 2016 Конг неожиданно стала новым лидером The Dollhouse, тем самым совершив очередной хилтёрн.

## Стиль

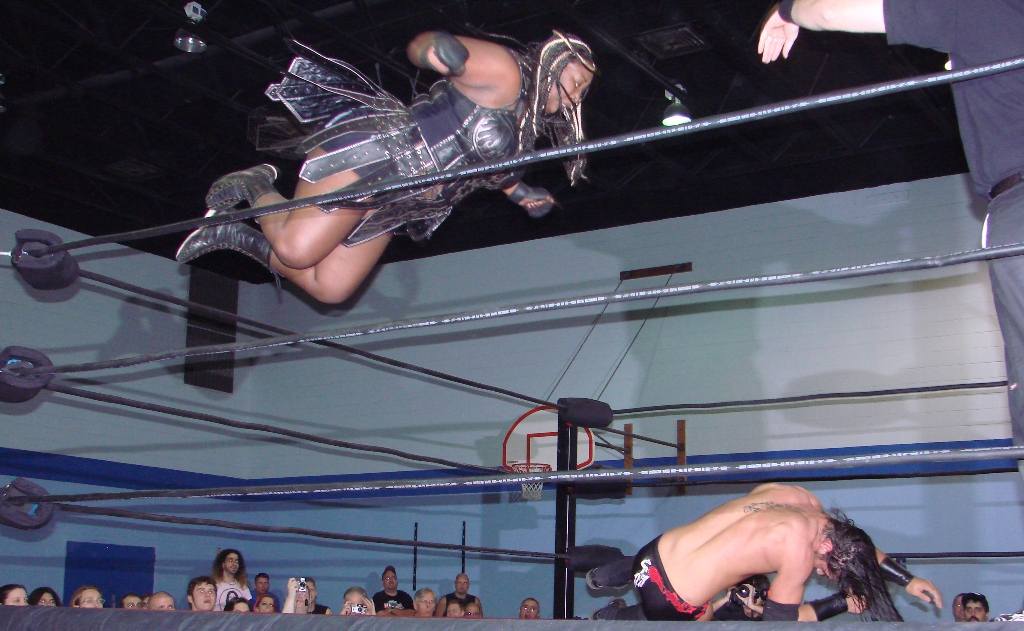
Конг выполняет Amazing Press diving splash на Тайлере Блэке

Коронные приёмы
- Amazing Bomb/Awesome Bomb
- Amazing Press
- Implant Buster
- Falling powerbom
- Missile dropkick

Любимые приёмы
- Accordion Rack
- Body avalanche
- Gorilla press slam
- Chokeslam
- Running splash
- Short-range lariat
- Spinning backfist

Музыкальные темы
- «Empire March» — Dale Oliver

## Титулы и награды
All Japan Women’s Pro-Wrestling

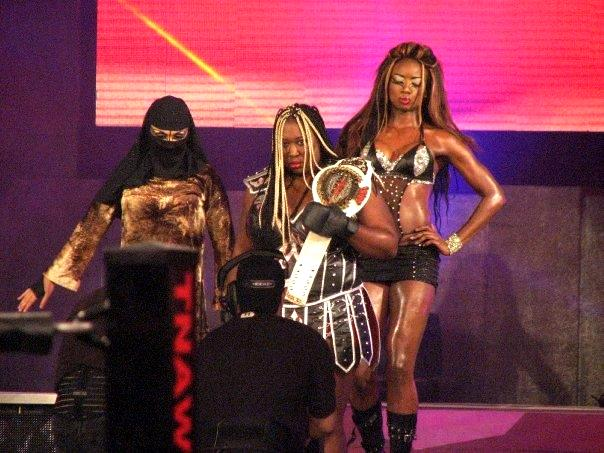
Конг TNA Women’s Knockout чемпионка

- WWWA World Heavyweight Championship (1 раз)
- WWWA World Tag Team Championship (1 раз) — с Адзей Конг

Japan Grand Prix (2003)
- AWA Superstars of Wrestling
- AWA Superstars World Women’s Championship (1 раз)

Cauliflower Alley Club
- Women’s Wrestling (Active) Award (2011)

ChickFight
- ChickFight IX

GAEA Japan
- AAAW Tag Team Championship (1 раз) — с Адзей Конг

HUSTLE
- Hustle Super Tag Team Championship (1 раз) — с Эрикой

Ladies Legend Pro Wrestling
- LLPW Tag Team Championship (1 раз) — с Адзей Конг

NWA Midwest
- NWA World Women’s Championship (1 раз)
- NEO Ladies Pro Wrestling
- NEO Tag Team Championship (2 раза) — с Matsuo Haruka (1) и с Kyoko Kimura (1)

Pro Wrestling Illustrated
- PWI ставит её под № 1 в списке 50 лучших рестлерш 2008 года
- PWI Рестлерша года (2008)

Pro Wrestling World-1
- World-1 Women’s Championship (1 раз)

Total Nonstop Action Wrestling/Impact Wrestling
- TNA Women’s Knockout Championship (2 раза)
- TNA Knockout Tag Team Championship (1 раз) — с Аяко Хамадой
- Зал славы Impact (2021)[10]